# Valentina Gallazzi
Valentina Gallazzi (16 luglio 2003) è una calciatrice italiana, centrocampista del Sassuolo.

## Carriera

### Inter
Valentina Gallazzi nasce nelle giovanili dell'Inter, squadra con cui ha dominato il proprio girone delle Giovanissime Under 15 sia nella stagione 2018-2019 sia in quella successiva, fino all'interruzione del torneo per la pandemia da COVID-19. Nel 2020-2021 sbarca nella massima serie, ove esordisce con la maglia neroazzurra.

### Roma e prestiti
Nel 2021-2022 si trasferisce alla Roma, disputando il campionato Primavera sotto la guida di mister Fabio Melillo e vincendo qui lo scudetto, tuttavia senza mai scendere in campo con la prima squadra.
Nell'estate del 2022 il club giallorosso gira Gallazzi in prestito al Pomigliano, formazione per cui diventa titolare fissa in Serie A, realizzando anche la sua prima rete in carriera con una prima squadra, nell'incontro di campionato con il Sassuolo, perso poi 2-1 dalle pomiglianesi. La squadra si salva agli spareggi promozione-retrocessione, anche questi disputati da Valentina.
Nell'estate del 2023, Gallazzi cambia nuovamente maglia, accasandosi in prestito al Napoli, effettuando 24 presenze e segnando nuovamente un gol.
Il 16 luglio 2024, passa in prestito al Sassuolo, sempre in Serie A. Alla prima giornata di campionato segna la sua prima rete in neroverde, nella sconfitta per 3-6 contro la Juventus. Dopo aver collezionato 14 presenze e due reti lungo il campionato, Il 6 luglio 2025, viene riscattata dal club emiliano.

## Statistiche

### Presenze e reti nei club
Statistiche aggiornate al 3 maggio 2025.
| Stagione        | Squadra         | Campionato      | Campionato | Campionato | Coppe nazionali | Coppe nazionali | Coppe nazionali | Coppe continentali | Coppe continentali | Coppe continentali | Altre coppe | Altre coppe | Altre coppe | Totale | Totale |
| Stagione        | Squadra         | Comp            | Pres       | Reti       | Comp            | Pres            | Reti            | Comp               | Pres               | Reti               | Comp        | Pres        | Reti        | Pres   | Reti   |
| --------------- | --------------- | --------------- | ---------- | ---------- | --------------- | --------------- | --------------- | ------------------ | ------------------ | ------------------ | ----------- | ----------- | ----------- | ------ | ------ |
| 2020-2021       | Inter           | A               | 2          | 0          | CI              | 1               | 0               |                    | -                  | -                  |             | -           | -           | 3      | 0      |
| 2021-2022       | Roma            | A               | 0          | 0          | CI              | 0               | 0               |                    | -                  | -                  |             | -           | -           | 0      | 0      |
| 2022-2023       | Pomigliano      | A               | 22+2       | 1          | CI              | 2               | 0               |                    | -                  | -                  |             | -           | -           | 26     | 1      |
| 2023-2024       | Napoli          | A               | 25+2       | 1          | CI              | 4               | 0               |                    | -                  | -                  |             | -           | -           | 31     | 1      |
| 2024-2025       | Sassuolo        | A               | 14         | 2          | CI              | 2               | 0               | -                  | -                  | -                  | -           | -           | -           | 16     | 2      |
| 2025-2026       | Sassuolo        | A               | -          | -          | CI              | -               | -               | -                  | -                  | -                  | AWC         | -           | -           | -      | -      |
| Totale Sassuolo | Totale Sassuolo | Totale Sassuolo | 14         | 2          | -               | 2               | 0               | -                  | -                  | -                  | -           | -           | -           | 16     | 2      |
| Totale carriera | Totale carriera | Totale carriera | 67         | 4          | -               | 9               | 0               | -                  | -                  | -                  | -           | -           | -           | 76     | 4      |

## Palmarès

### Club giovanili
- Campionato Primavera: 1

Roma: 2021-2022